# Вишняково (Александровский район)
Вишняково — деревня в Александровском муниципальном районе Владимирской области России, входит в состав Краснопламенского сельского поселения.

## География
Деревня расположена в 16 км на северо-запад от центра поселения посёлка Красное Пламя и в 47 км на северо-запад от города Александрова. 

## История
В конце XIX — начале XX века деревня являлась центром Вишняковской волости Переславского уезда. В 1859 году в деревне числилось 51 двор, в 1905 году — 97 дворов.
С 1929 года деревня являлась центром Антоновского сельсовета Александровского района, в 1941-1965 годах в составе Струнинского района.

## Население
| 1859 | 1905 | 1926 | 2002 | 2010 | 2021 |
| ---- | ---- | ---- | ---- | ---- | ---- |
| 346  | ↗490 | ↗688 | ↘18  | ↘11  | ↗43  |

## Инфраструктура
В деревне имеется Антоновский фельдшерско-акушерский пункт.